# Gijs Hendriks
Gijs Hendriks (Utrecht, 26 februari 1938 – aldaar, 21 mei 2017) was een Nederlands jazzsaxofonist (tenor, sopraan, bariton en alt), -klarinettist en -componist.

## Loopbaan
Zijn eerste professionele werk als jazzmuzikant had Hendriks in 1955 in een club voor Amerikaanse soldaten in Frankfurt am Main. Hij leefde en werkte in Duitsland, Frankrijk en Marokko en keerde in het begin van de jaren zestig terug naar Nederland. 
Van 1956 - '59 studeerde hij klarinet en piano aan het Utrechts Conservatorium.
Van 1966 - '85 speelt hij in het Vara-dansorkest.
In 1967 richtte Hendriks samen met bassist Bert Ruiter en gitarist Herman Meyer de groep Fullhouse op. Deze band speelde voornamelijk rhythm-and-blues en stevige soul.
Hij was lid van de bigband van Boy Edgar en leidde daarna eigen groepen. Vaste begeleiders van hem waren jarenlang bassist Bert van Erk en drummer Michael Baird. Hij speelde verder onder meer met Slide Hampton, Fred Leeflang, Kenny Wheeler, Michael Moore, Rick Hollander en John Engels
In 1971 jaar kreeg hij de Wessel Ilcken Prijs. Zijn eerste plaatopname als leider had hij in 1972. In 1978 kreeg hij de cultuurprijs van de stad Utrecht en in 1983 de VARA Jazz Award.
Gijs Hendriks speelde ook kerkorgel. Hij overleed in 2017 op 79-jarige leeftijd in het Bartholomeïgasthuis in zijn woonplaats Utrecht.

## Discografie
- Rockin', Polydor, 1972
- It Takes Time, 1974
- Close to the Edge, Timeless, 1977
- Dom Rocket, Timeless, 1979
- Feedles, Timeless, 1980
- Summer Session, VARA Jazz, 1981
- Live Recordings, Waterland, 1981
- VARA Jazz All Stars, VARA Jazz, 1982
- Samer, VARA Jazz, 1983
- Kom hup loos, HE Records, 1983
- SJU Workshop Orkest, Limetree, 1983
- Run a Risk, PGF, 1985
- Sound Compound, Divox Jazz, 1986
- Print Collection, YVP Music, 1988
- Gentlemania, YVP Music, 1991
- Stompin' On, A-Records, 1996
- Some Feelings, YVP Music, 2000
- Change the Backing, Munich Records, 2002
- Still on My Way, 2003
- Hurry Up, 2004
- Genadeloos, Dmi, 2011
- On The Way, met opnames uit 1976, SWP Records, 2012